# مستشفى دهب المركزي
مستشفى دهب المركزي هي مستشفي في دهب، جنوب سيناء، مصر.

## الوصف
المستشفي يتم إنشاءوه بتكلفة تصل إلى 560 مليون جنيه، وتضم كل التخصصات الطبية بإجمالي عدد أسرة 100 سرير، و3 أقسام قسم العمليات المركزية، قسم الولادة، قسم الطوارئ، و5 غرف عمليات، و10 غرف عيادات، و36 غرفة إقامة مرضى.

## أنظر أيضاً
- مستشفى أبو رديس المركزي
- مستشفى سانت كاترين المركزي
- مستشفى شرم الشيخ الدولي
- مستشفى طابا المركزي
- مستشفى رأس سدر المركزي